# Eddy Finé
Eddy Finé (Herbeys, 20 de noviembre de 1997) es un ciclista francés que fue profesional entre 2020 y junio de 2025, cuando tuvo que retirarse por un problema en la arteria ilíaca.

## Palmarés
2019
- 1 etapa del Tour de Saboya

## Resultados en Grandes Vueltas
| Carrera | Carrera         | 2020 | 2021 | 2022 | 2023 | 2024 | 2025 |
| ------- | --------------- | ---- | ---- | ---- | ---- | ---- | ---- |
|         | Giro de Italia  | —    | —    | —    | —    | —    | —    |
|         | Tour de Francia | —    | —    | —    | —    | —    | —    |
|         | Vuelta a España | —    | 92.º | —    | —    | —    | —    |

—: no participa
Ab.: abandono

## Equipos
- Cofidis (stagiaire) (2019)[1]
- Cofidis[3] (2020-2025)[4]